# IEEE 802.11ad
IEEE 802.11ad es una modificación del estándar de redes inalámbricas IEEE 802.11, desarrollada para implementar el  Multiple Gigabit Wireless Systems —MGWS— a 60 GHz en redes WiGig. Debido a que utiliza la banda V de frecuencias de onda milimétrica —mmW—, el alcance de la comunicación IEEE 802.11ad está limitado a pocos metros, sin obstáculos como paredes, en comparación con otros sistemas wifi convencionales. Sin embargo, la alta frecuencia permite ampliar el ancho de banda, lo que posibilita la transmisión de datos a altas velocidades de hasta varios gigabits por segundo a través de la red inalámbrica, por ejemplo, archivos de vídeo en alta definición, sin necesidad de compresión.
El estándar WiGig no es demasiado conocido, aunque fue anunciado en 2009 y añadido a la familia IEEE 802.11 en diciembre de 2012.
Después de la revisión, la banda de 60 GHz cubre la frecuencia de 57 a 71 GHz. La banda de frecuencia se subdivide en 6 (antes 4) canales diferentes en IEEE 802.11ad, cada uno de ellos ocupa 2160 MHz de espacio y proporcionar 1760 MHz de ancho de banda.
|       |              |            |            |          |
| Canal | Centro (GHz) | Min. (GHz) | Max. (GHz) | BW (GHz) |
| 1     | 58.32        | 57.24      | 59.40      | 2.16     |
| 2     | 60.48        | 59.40      | 61.56      | 2.16     |
| 3     | 62.64        | 61.56      | 63.72      | 2.16     |
| 4     | 64.80        | 63.72      | 65.88      | 2.16     |
| 5     | 66.96        | 65.88      | 68.04      | 2.16     |
| 6     | 69.12        | 68.04      | 70.20      | 2.16     |
| 9     | 59.40        | 57.24      | 61.56      | 4.32     |
| 10    | 61.56        | 59.40      | 63.72      | 4.32     |
| 11    | 63.72        | 61.56      | 65.88      | 4.32     |
| 12    | 65.88        | 63.72      | 68.04      | 4.32     |
| 13    | 68.04        | 65.88      | 70.20      | 4.32     |
| 17    | 60.48        | 57.24      | 63.72      | 6.48     |
| 18    | 62.64        | 59.40      | 65.88      | 6.48     |
| 19    | 64.80        | 61.56      | 68.04      | 6.48     |
| 20    | 66.96        | 63.72      | 70.20      | 6.48     |
| 25    | 61.56        | 57.24      | 65.88      | 8.64     |
| 26    | 63.72        | 59.40      | 68.04      | 8.64     |
| 27    | 65.88        | 61.56      | 70.20      | 8.64     |

Algunas de estas frecuencias pueden no estar disponibles para el uso de redes IEEE 802.11ad en todo el mundo —reservadas para otros fines o requieren licencias—. A continuación se muestra una lista de espectros sin licencia disponibles para IEEE 802.11ad en diferentes partes del mundo:
| Región        | baja frecuencia | frecuencia superior | canales utilizables | Nota                                            |
| ------------- | --------------- | ------------------- | ------------------- | ----------------------------------------------- |
| EE.UU         | 57,05 GHz       | 71,00 GHz           | 1, 2, 3, 4, 5, 6    | Extendido para incluir 64-71 GHz en el año 2016 |
| Canadá        | 57,05 GHz       | 64,00 GHz           | 1, 2, 3             | Se espera que abra 64-71 GHz a fines de 2021    |
| Corea del Sur | 57,00 GHz       | 64,00 GHz           | 1, 2, 3             |                                                 |
| UE            | 57,00 GHz       | 66,00 GHz           | 1, 2, 3, 4          | Se recomienda una futura apertura de 66-71 GHz  |
| Rusia         | 57,00 GHz       | 66,00 GHz           | 1, 2, 3, 4          | [ 10 ]                                          |
| Japón         | 57,00 GHz       | 66,00 GHz           | 1, 2, 3, 4          | 57-59 GHz añadido en el año 2011                |
| Australia     | 57,00 GHz       | 66,00 GHz           | 1, 2, 3, 4          | Espectro permitido ampliado en el año 2018.     |
| China         | 59,00 GHz       | 64,00 GHz           | 2, 3                | Consulte también IEEE 802.11aj                  |
| Singapur      | 57,00 GHz       | 66,00 GHz           | 1, 2, 3, 4          | Espectro permitido a septiembre de 2019.        |